# Emmanuel Bricard
Emmanuel Bricard (* 4. Mai 1966 in Versailles) ist ein französischer Schach-Großmeister.
Die französische Einzelmeisterschaft konnte er 1993 in Nantes gewinnen. Er spielte für Frankreich bei zwei Schacholympiaden: 1992 und 1994. Außerdem nahm er an den europäischen Mannschaftsmeisterschaften (1992) in Debrecen teil.
In Deutschland spielte er für den SCA St. Ingbert (2003/04) und in Frankreich für den Club de Mulhouse Philidor (2003/04 bis 2010/11).
Im Jahre 1988 wurde ihm der Titel Internationaler Meister (IM) verliehen. Der Großmeister-Titel (GM) wurde ihm 2005 verliehen.
| Die zur Anzeige dieser Grafik verwendete Erweiterung wurde dauerhaft deaktiviert. Wir arbeiten aktuell daran, diese und weitere betroffene Grafiken auf ein neues Format umzustellen. (Mehr dazu) |

## Veröffentlichungen
- Strategic Chess Exercises: Find the Right Way to Outplay Your Opponent. New in Chess, 2018. ISBN 978-90-5691-760-9.